# Eloísa González
Eloísa González Medina (La Guancha, Santa Cruz de Tenerife; 20 de noviembre de 1980) es una presentadora, actriz, cantante y modelo española.

## Trayectoria
Comenzó a trabajar a finales de los 90 en Canal 7 como reportera. Posteriormente, en Azul Televisión, participó en No hay cama para tanta gente.
En 2000 ficha por RTVE Canarias para presentar La Sombrilla. Además presentó algunos programas como Nuestras cosas, La tarde joven o Activa 2. En el verano de 2002 se consolidó Instinto Cómico y comenzaron a grabar Desde La Laguna con humor para TVE Canarias, duraría 2 años y realizaron numerosos programas.
En 2004 fichó por Radio Televisión Canaria y empezó con En clave de Ja junto a sus compañeros de Instinto Cómico. Ha realizado hasta 400 programas entre todas las islas y recibió un éxito destacado. Duró hasta 2016, en 2017 fue sucedido por En otra clave.
En 2008 recibió una llamada de Zeppelin TV para ofrecerle presentar el programa Supermodelo en Cuatro.
En 2011 participó en el cortometraje de Yanely Hernández, 22:57 y en la serie de televisión La Revoltosa.
También ha sido cara de anuncios de televisión.
En 2018, presentó la Gran Gala de Elección de la Reina del Carnaval de Santa Cruz de Tenerife junto a Laura Afonso de Canarias Radio y Berta Collado por parte de Atresmedia. 
Se da la circunstancia de que por primera vez en la historia del carnaval chicharrero, tres mujeres actuaron como maestras de ceremonia en la Gala de la Reina.
Desde 2020 conduce la adaptación canaria del programa Gente maravillosa, en Televisión Canaria. Y el 18 de octubre de 2021, presentó el especial ¡Todos con La Palma! en Televisión Canaria, con muy buenos resultados de audiencia.

## Campanadas
Ha presentado las campanadas de Nochevieja en 22 ocasiones, en Canal Sur (3 años consecutivos) 2001, 2002 y 2003 y Canal Málaga (19 consecutivas) desde 2006.

## Galas
Gala Reina Infantil

## Televisión
30 Minutos 
El Gusto Es Mío
En Clave de Ja
En Confianza
En Otra Clave
Gente Maravillosa
Noveleros 